# 金斑喙凤蝶
金斑喙凤蝶（学名：Teinopalpus aureus）屬鳳蝶科，為中国国家林业局《国家重点保护野生动物名录》一级保护动物。主要栖息在亚热带或热带海拔1000米左右的次原始森林中，野外生存数量非常稀少。

## 亚种
- T. a. aureus
- T. a. hainanensis (Bauer & Frankenbach, 1998)
- T. a. laotiana
- T. a. nagaoi
- T. a. shinkaii

## 人工繁殖
2020年井冈山国家级自然保护区金斑喙凤蝶繁育研究基地育出2只并在原生地放飞。2022年8月，羽化出2只，其中1只为雌蝶。

## 外部連結
- Butterflies of Indochina （页面存档备份，存于） Images
- External image （页面存档备份，存于）

1. ↑  . 澎湃.   [2022-08-29]. （原始内容存档于2022-08-29）.